# رامز إبراهيماي
رامز إبراهيماي (بالإنجليزية: Ramiz Brahimaj؛ مواليد 17 نوفمبر 1992) هو مُقاتل فنون قتالية مختلطة أمريكي من أصل كوسوفي ألباني.

## وصلات خارجية
- رامز إبراهيماي على موقع يو إف سي (الإنجليزية)
- رامز إبراهيماي على موقع شيردوغ (الإنجليزية)
- رامز إبراهيماي على موقع Tapology.com (الإنجليزية)